# UV Cassiopeiae
UV Cassiopeiae è una stella variabile del tipo R Coronae Borealis, questo tipo di variabile è incluso tra le stelle variabili eruttive. In futuro UV Cassiopeiae evolverà nel sottotipo XX Cam per poi terminare la sua permanenza tra le variabili R Coronae Borealis .